# FMソフィア
FMソフィアはTOKYO FMで1990年4月2日から2002年3月29日まで放送されたラジオの情報ワイド番組。

## 概要
- 1990年4月に放送を開始し、12年間にわたってTOKYO FMにおいて平日午前中の時間帯を代表する情報ワイド番組として健在し続けた。
- なお、この番組のターゲットを女性向けとして放送したスタイルは、後番組となる『柴田玲のSUPREME』、『Tapestry』、『Blue Ocean』（ただし、冒頭の1年は除く）に受け継がれている。

## パーソナリティー
- 坂上みき（番組開始 - 1998年9月）
- 岩瀬惠子（1998年10月 - 2001年3月）
- こはたあつこ（2001年4月 - 番組終了）

## コーナー
<>内は提供企業
- ソフィア・ノンストップ・ヒット
- ソフィア・ニュース・エキスプレス
- ソフィア・モーニング・カフェ <ネッスル>
- マインズ・アフェア <東京電力>
- ソフィア・リクエスト・ブランチ <Pasco>
- ソフィアWEB
- マガジン・トッピング
- あたまのおしゃれソフィア・レッスン <パルコ・毎日新聞>
- ミュージック・リーディング <日本アジア航空>
- テレマルシェ
- ソフィア・メモリアル <武富士>
- ハートフル・モーメント
- ソフィア・ランチタイム・セレクション
- 小田急ミュージック・ブレイク <小田急電鉄>

また、『コーヒータイム』→『ディア・フレンズ』はTOKYO FMにおいては同番組の1コーナーとして放送されていた。